# Кегичівська центральна районна бібліотека
Кегичівська центральна районна бібліотека була заснована у 1938 році. Зараз у бібліотеці працює 8 бібліотечних працівників. Очолює бібліотеку з 2016 року і по цей час директор Кегичівської централізованої бібліотечної системи - Пахомова Римма Олександрівна.

## Структурні підрозділи бібліотеки
- методичний відділ;
- відділ обслуговування (абонемент, читальний зал).

## Напрямки роботи бібліотеки
За профілем роботи  Кегичівська ЦРБ є універсально-масовою. Основними напрямками  роботи бібліотеки є узагальнення найкращих напрацювань бібліотек-філій ЦБС та запровадження інновацій в бібліотечній роботі району, краєзнавство, правознавство,  народознавство, екологічне та духовне виховання, а також впровадження  сучасних бібліотечних технологій.

## Технічне оснащення бібліотеки
- 6 комп’ютерів;
- 3 копіювально-розмножувальні пристрої;
- принтер;
- сканер.

## Співпраця
Кегичівська ЦРБ у 2010 році  здобула перемогу у другому раунді конкурсу у  рамках програми  «Бібліоміст». 
Бібліотека співпрацює  з Кегичівським  ліцеєм, Районним управлінням юстиції, Відділом у справах сім`ї та молоді, РЦСССДМ, Відділом у справах дітей, Кегичівською дитячою музичною школою, Районним будинком культури, Районною Радою ветеранів, Кегичівським територіальним центром,  Кегичівською ЦДБ, ПТУ-60, Кегичівським РЦЗ, місцевими підприємцями, ПП «Агропрогрес», місцевою газетою «Наш край». На базі бібліотеки діє правовий клуб за інтересами «Феміда».

## Послуги бібліотеки
- Послуги абонементу;
- Послуги читального залу;
- Проведення масових заходів;
- Послуги Інтернет-центру:
  - Надання безкоштовного доступу до інформаційних ресурсів мережі Інтернет;
  - Консультації з користування ресурсами Інтернет;
  - Зберігання інформації на флеш-карту або CD-диск;
  - Сканування;
  - Надання безкоштовних тренінгів.

## Адреса
Україна, Харківська обл., смт Кегичівка, вул. Волошина, 76.